# Yakovlev Yak-30 (1948)
Yakovlev Yak-30 là một máy bay đánh chặn của Liên Xô được phát triển vào thập kỷ 1940 ngay sau khi Chiến tranh thế giới II chấm dứt. Đây là một thiết kế cải tiến từ Yakovlev Yak-25, và giống như Yak-25, Yak-30 không được đưa vào sản xuất hàng loạt do sự xuất hiện của loại tiêm kích hiện đại hơn là MiG-15. Tên gọi Yak-30 sau này còn được sử dụng lại để đặt tên cho một loại máy bay huấn luyện vào thập kỷ 1960, xem Yakovlev Yak-30 (1960).

## Lịch sử
Được phát triển từ Yak-25, Yak-30 khác so với Yak-25 là phần cánh cụp một góc 35°, Yak-30 giữ lại phần thân từ Yak-25, cánh đuôi và bộ bánh đáp về cơ bản không bị thay đổi, Yak-30 được tranh bị vũ khí với 3 khẩu pháo NR-23. Động cơ là loại phản lực RD-500 lực đẩy 1.590 kg, mẫu thử nghiệm đầu tiên trong 2 mẫu bay lần đầu vào 4 tháng 9 năm 1948.
Mẫu thứ 2, Yak-30D, bay trong chương trình thử nghiệm vào đầu năm 1949, nó được làm thêm 38 cm ở phần cuối đuôi, bộ bánh chính được sửa lại thành một bọ phận lớn trên thân máy bay. Nó được tăng thêm nhiên liệu và đạn dược, và thay đổi hệ thống cung cấp oxi và radio. Yak-30D được lắp phanh khí ở phần cuối thân. Trọng lượng mang bình thường (không có nhiên liệu phụ) được tăng thêm 110 kg. Dù những cải tiến được đưa vào Yak-30D, nhằm xóa bỏ những khiếm khuyết ở mẫu đầu tiên, nhưng việc MiG-15 xuất hiện và được sản xuất hàng loạt trong khi các phiên bản máy bay tiêm kích của Yakovlev lại đang trong quá trình thử nghiệm, và một quyết định từ VVS đã được ban hành, dự án về Yak-30 bị hủy bỏ.

## Thông số kỹ thuật

### Đặc điểm riêng
- Phi đoàn: 1
- Chiều dài: 8.86 m (29 feet)
- Sải cánh: 8.65 m (28.37 feet)
- Chiều cao: n/a
- Diện tích : 15.10 m² (162 sq/f)
- Trọng lượng rỗng: 2.415 kg (5.324 lb)
- Trọng lượng cất cánh: 3.330 kg (7.341 lb)
- Trọng lượng cất cánh tối đa: 3.630 kg (8.002 lb)
- Động cơ: 1 x RD-500, 1.590 kgf (3.505 lbf

### Hiệu suất bay
- Vận tốc cực đại: 1.025 km/h (636 mph)
- Tầm bay: 1.720 km (1.068 miles)
- Trần bay: 15.000 m (49.212 feet)
- Vận tốc lên cao: 2.460 m/phút (8.070 feet/minute)
- Lực nâng của cánh: n/a
- Lực đẩy/trọng lượng: n/a

### Vũ khí
- 3 × pháo 23 mm NR-23 (75 viên đạn mỗi khẩu)

## Nội dung liên quan

### Máy bay có cùng sự phát triển
Yakovlev Yak-25 (1947)

### Danh sách tiếp nối
| - Yak-25 (1947) - | Yak-30 (1948) |
| - Yak-25 (1947) - | Yak-30(1960)  |